# Idoru
Idoru är en bok från 1996 av William Ford Gibson. Första upplagan på svenska kom 1997. Boken är den andra i trilogin The Bridge.
Idoru är en japansk datorsimulerad popsångerska, älskad av sin tonårspublik. Hon är också "älskad" av en människa, den amerikanske popidolen Rez. Han bestämmer sig för att gifta sig med Idoru.
Läsaren får följa Laney, en modern dataspion, som får i uppdrag att ta reda på vad som egentligen pågår och Chia, en ung tjej som tillsammans med andra anhängare i Rez fanklubb vill förhindra att äktenskapet sker.